# Be Forewarned
Be Forewarned – trzeci album studyjny doom metalowego zespołu Pentagram wydany w kwietniu 1994 roku przez wytwórnię Peaceville Records.

## Lista utworów
1. „Live Free and Burn” – 3:08
2. „Too Late” – 4:37
3. „Ask No More” – 4:07
4. „The World Will Love Again” – 5:13
5. „Vampyre Love” – 3:41
6. „Life Blood” – 7:02
7. „Wolf’s Blood” – 4:26
8. „Frustration” – 3:36
9. „Bride of Evil” – 4:34
10. „Nightmare Gown” – 2:53
11. „Petrified” – 5:54
12. „A Timeless Heart” – 2:24
13. „Be Forewarned” – 7:14

## Twórcy
Pentagram w składzie
- Bobby Liebling – wokal
- Victor Griffin – gitara, pianino, wokal wspierający (6), koncept okładki
- Marty Swaney – gitara basowa
- Joe Hasselvander – perkusja, instrumenty perkusyjne

Personel
- Chris Murphy – producent
- Noel Summerville – mastering
- Gary Querns – projekt graficzny
- Jeff Lee – grafika
- Greg Turley – grafika
- Ron Lunn – grafika
- Keith Antognoni – grafika
- A. Forrest – tekst (6)